# Madivala, Malur
Madivala là một làng thuộc tehsil Malur, huyện Kolar, bang Karnataka, Ấn Độ.